# 杜麟徵
杜麟徵（1607年—1645年），字仁趾，松江青浦县人，晚明官員、學者。幾社六子之一。

## 生平
天啓元年（1612年），杜麟徵中式辛酉科應天鄉試舉人，崇禎四年（1631年）登辛未科進士。礼部观政，授刑部江西司主事，五年调兵部职方司，掌管章奏。丁忧去职。十年（1637年）升职方司郎中，为尚书熊明遇所重，后丁母忧归乡，卒年三十九岁，著有《浣花遗稿》 。
崇禎二年（1629年）與夏允彝、周立勳、彭賓、徐孚遠、陳子龍等六人，在松江成立「幾社」，社名的含義：“絕學有再興之幾，而得知幾其神之義也”，稱為“幾社六子”。

## 家族
父杜喬林，浙江布政使。有一子杜登春。